# السياحة في أرمينيا
السياحة في أرمينيا تعتبر السياحة قطاعًا رئيسيًا للاقتصاد الأرمني منذ تسعينيات القرن العشرين عندما تجاوز عدد السياح نصف مليون شخص يزورون البلاد كل عام (معظمهم من الأرمن العرقيين من الشتات ). تشير تقارير وزارة الاقتصاد الأرمينية إلى أن معظم السياح الدوليين يأتون من روسيا ودول الاتحاد الأوروبي والولايات المتحدة وإيران. رغم صغر حجمها نسبيًا، تمتلك أرمينيا أربعة مواقع مدرجة على قائمة التراث العالمي لليونسكو.
على الرغم من المشاكل الداخلية والخارجية، ظل عدد السياح الوافدين في تزايد مستمر منذ عام 2007. شهد عام 2019 رقماً قياسياً بلغ أكثر من 1.9 مليون سائح وافد. يركز معظم السياح رحلتهم في يريفان، العاصمة، حيث توجد غالبية وكالات السفر والمعالم السياحية والفنادق.
يبدو أن الأنشطة الخارجية ومشاهدة المعالم السياحية والسياحة الطبيعية هي عوامل الجذب الرئيسية. تعتبر تساغكادزور وجيرموك وديليجان من المنتجعات الجبلية المعروفة والتي تقع خارج العاصمة. يقيم السياح في فنادق تلك المدن من أجل القيام برحلات طويلة في جميع أنحاء أرمينيا دون الحاجة إلى العودة إلى يريفان كل يوم. تحظى الرحلات السياحية الكلاسيكية إلى أرمينيا بشعبية كبيرة ليس فقط بين السياح، ولكن أيضًا بين السكان المحليين. كما أن تسلق الجبال والتخييم والمشي لمسافات طويلة وأنواع أخرى من الأنشطة الخارجية شائعة أيضًا.

## تاريخ

#### منذ عام 2015
في فبراير 2020، أعلنت منظمة السياحة العالمية التابعة للأمم المتحدة أن أرمينيا تعد واحدة من أسرع الوجهات السياحية نموًا على مستوى العالم، بناءً على أحدث الإحصائيات. وجاءت أرمينيا في المرتبة الثانية عشرة بنسبة نمو بلغت 14.4%، ضمن قائمة أسرع 20 دولة نموًا في قطاع السياحة، وفقًا للبيانات المجمعة. وذكرت الصحف الفرنسية أن أرمينيا باعتبارها الوجهة الأكثر رواجًا لعام 2020. تم إدراج يريفان ضمن أفضل 10 وجهات رائجة على موقع بوكينغ لعام 2020.
في أكتوبر 2019، صرح الرئيس التنفيذي لشركة رايان إير أن أرمينيا أصبحت واحدة من أسرع الوجهات السياحية نموًا في أوروبا، خلال الإعلان عن إطلاق خطوط طيران رايان إير الجديدة بين العديد من المدن الأوروبية وأرمينيا.
وفقًا لتقرير القدرة التنافسية للسفر والسياحة لعام 2019، احتلت أرمينيا المرتبة السابعة على مستوى العالم في مؤشر أسعار الفنادق . كما حصلت على المركز الثالث في أوروبا من حيث متطلبات التأشيرة الملائمة للسياح. بشكل عام، حصلت أرمينيا على المركز 79 من بين 140 دولة. يتضمن حساب الدرجات الإجمالية بعض الفئات الفرعية المثيرة للجدل المتعلقة بحجم الدولة (على سبيل المثال عدد الملاعب الرياضية الكبيرة)، والتقديرات القائمة على البيانات القديمة (مثل بيانات عام 2014 لمغادرة الطائرات) والبيانات غير القابلة للتطبيق (في حالة أرمينيا غير الساحلية - جودة البنية التحتية للموانئ). من بين 140 دولة، احتلت أرمينيا المرتبة 50 في مؤشر البيئة المواتية، و74 في مؤشر سياسة السفر والسياحة والظروف المواتية، و81 في مؤشر البنية التحتية، و103 في مؤشر الموارد الطبيعية والثقافية وسفر العمل.
صنفت مجلة فوربس أرمينيا ضمن أفضل وجهات السفر الاقتصادية لعام 2019. وفي الوقت نفسه، صنفت شبكة CNN عاصمة أرمينيا يريفان كواحدة من أجمل 20 مدينة أوروبية.
في يوليو 2019، صرح رئيس البنك المركزي الأرميني، آرثر جافاديان، أن متوسط إنفاق السياح ارتفع بنسبة تزيد عن 17 في المائة من عام 2013 إلى عام 2018 وتم افتتاح ما يقرب من 300 فندق جديد خلال السنوات الست الماضية.
في عام 2018، بلغت إيرادات السياحة الدولية 1.2 مليار دولار أو 413 دولارا للفرد. من حيث نصيب الفرد، كانت أرمينيا متقدمة على تركيا وأذربيجان، ولكنها متأخرة عن جورجيا. في عام 2016، صنفت صحيفة ديلي تلغراف أرمينيا على أنها "أفضل سر مخفي في أوروبا".
حاليًا، يأتي أغلب السائحين إلى أرمينيا من الدول الأعضاء في الاتحاد الأوروبي ، ودول رابطة الدول المستقلة بما في ذلك روسيا وكازاخستان وأيضًا من جورجيا وإيران والولايات المتحدة وبشكل متزايد من آسيا، وخاصة الصين واليابان  وكوريا الجنوبية والفلبين والهند. وبالإضافة إلى ذلك، ونتيجة للإصلاحات المستمرة في النظام الثقافي والتعليمي، بدأ آلاف الطلاب من الهند وإيران والدول العربية بزيارة أرمينيا من أجل الدراسة في الجامعات الرئيسية في يريفان، وخاصة في جامعة يريفان الطبية الحكومية، مما يعزز السياحة بشكل أكبر.
تتمتع أرمينيا بقدرة متميزة على استضافة مؤتمرات وفعاليات سياسية إقليمية ودولية واسعة النطاق. فقد احتضنت في عام 2015 الاجتماع العام للجمعية البرلمانية الأوروبية، بالإضافة إلى مؤتمرات الشراكة الشرقية ورابطة الدول المستقلة المستمرة. وفي أكتوبر 2018، استضافت أرمينيا لأول مرة قمة المنظمة الدولية للفرانكوفونية، بمشاركة ممثلين عن 54 دولة. كما شهدت يريفان في نوفمبر من العام نفسه انعقاد الجمعية البرلمانية لمنظمة التعاون الاقتصادي للبحر الأسود. في سبتمبر 2019، استضافت أرمينيا أيام التراث الأوروبي ،  كما استضافت أرمينيا بطولة أوروبا تحت 19 عامًا 2019 في يوليو ومؤتمر تحالف تكنولوجيا المعلومات والخدمات العالمي لأول مرة، والذي شارك فيه 2000 مندوب من حوالي 83 دولة.  وفي عام 2019 أيضًا، استضافت أرمينيا قمة الاتحاد الاقتصادي الأوراسي في يريفان، والجمعية البرلمانية لمنظمة معاهدة الأمن الجماعي ، بالإضافة إلى مؤتمر قمة العقول الدولي، مما جعل أرمينيا أول دولة تستضيف الحدث خارج فرنسا.
في أغسطس 2020، أعلن رئيس أرمينيا، أرمين سركيسيان ، أن أرمينيا ستستضيف مهرجان ستارموس السادس في الفترة من 6 إلى 11 سبتمبر 2021. تم رعاية هذا الحدث من قبل الرئيس نفسه، وكذلك وزارة التعليم والعلوم. جمع الحدث علماء وفنانين ورواد فضاء من الطراز العالمي وعامة الناس للاحتفال بالتواصل العلمي ومشاركة أحدث الاكتشافات في عدد من المجالات العلمية. في عام 2022، استضافت أرمينيا مسابقة الأغنية الأوروبية للناشئين.

#### 2000-2015
منذ عام 2000، تم فتح صفحة جديدة للسياحة الأرمنية. زار أرمن الشتات من روسيا والولايات المتحدة ولبنان وفرنسا ودول أخرى أرمينيا بشكل متزايد لرؤية وطنهم المستقل وأرتساخ الحرة. كما بدأ العديد من الأجانب من أوروبا والولايات المتحدة ينظرون إلى أرمينيا كوجهة سياحية.
بالإضافة إلى ذلك، كان تزايد عدد الزوار من الفرس والأكراد والأذربيجانيين الإيرانيين مفهومًا جديدًا للسياحة في أرمينيا.  بدأ السياح من الشرق الأوسط زيارة أرمينيا منذ تسعينيات القرن العشرين، ولكن في العقد الأول من القرن الحادي والعشرين أصبحت زيارة أرمينيا أكثر شعبية، وخاصة بالنسبة للإيرانيين. ويستمتع العديد من الإيرانيين بالاحتفال بعيد النوروز (رأس السنة الإيرانية) في أرمينيا، الذي يقام في 21 مارس/آذار، ويقضون إجازاتهم الصيفية والشتوية في بلد خال من القيود الدينية وحريات أكبر. وشهد عدد السياح الذين يزورون آرتساخ زيادة أيضًا.
منذ عام 2012، تم بناء فنادق جديدة في أرمينيا، وتم إعادة بناء الفنادق القديمة. تم بناء فنادق "توفنكيان" (في يريفان، تساباتاغ ، دزوراغييت وديليجان )، وفنادق "ناشيونال"، و"باريس" في يريفان، وأعيد افتتاح فنادق "نايري" و"سيلاشي"، وافتتحت ماريوت الفندق الثاني في تساغكادزور، وفي عام 2013، افتتحت شركة حياة فندقين - في جيرموك ويريفان، وتم افتتاح فندق جولدن بالاس في تساغكادزور، وفي وقت لاحق تم افتتاح فندقين آخرين - فندق أوبرا سويت وراديسون بلو في يريفان. كانت هذه أفضل الفنادق، بـ 4 أو 5 نجوم.
كما يزداد عدد زوار أرمينيا بسبب المهرجانات والمسابقات الدولية. تشمل الأمثلة مهرجان المشمش الذهبي السينمائي الدولي السنوي، وعروض جوائز Aurora السنوية لصحوة الإنسانية، ومسابقة الأغنية الأوروبية للصغار لعام 2011 التي استضافتها أرمينيا، وبرنامج حق الميلاد في ميانمار الذي يزور أرمينيا من خلاله الآلاف من أطفال المدارس والطلاب في جميع أنحاء العالم، وكل أربع سنوات، يتم استضافة دورة الألعاب الأرمنية في أرمينيا، حيث يتنافس آلاف المتنافسين من جميع أنحاء الشتات الأرمني في مختلف الأحداث الرياضية

## اللوائح الحكومية
يتم تنظيم قطاع السياحة من قبل لجنة السياحة،  وهي إحدى إدارات وزارة الاقتصاد. لقد جعلت أرمينيا السياحة أولوية على مستوى الدولة. السياحة هي أحد مبادئ السياسة العامة للدولة كما حددها قانون السياحة والأنشطة السياحية. الهدف العام لسياسة الدولة السياحية هو توسيع مساهمة السياحة في التنمية المستدامة للاقتصاد الوطني والنمو الاقتصادي الإقليمي المتساوي، مع الحد من الفقر من خلال الحفاظ على معدلات عالية من النمو في عدد السياح الوافدين والمحليين، وتعزيز الإيرادات الناتجة عن السياحة من خلال توفير منتجات وخدمات ذات قيمة أعلى وتوليد فرص عمل جديدة في الصناعة. 
لقد أدى تطوير وتنفيذ سياسة الدولة السياحية الفعالة، والشراكات الراسخة بين القطاعين العام والخاص، والتعاون الدولي والإقليمي ذي المنفعة المتبادلة إلى نمو هائل في قطاع السياحة خلال العقد الماضي. ويتجلى هذا التوسع في الكمية والانتشار الجغرافي للزيارات السياحية الدولية، فضلاً عن الاستثمار في الضيافة والبنية الأساسية ذات الصلة. شهدت صناعة السياحة في أرمينيا نموًا كبيرًا خلال السنوات الخمس الماضية، مع متوسط نمو يقارب 9% سنويًا في عدد الوافدين السياح الدوليين.

## إحصائيات
| السياح في أرمينيا |           |         |  |
| سنة               | رقم       | %±      |  |
| 2007              | 510,000   | -       |  |
| 2008              | 588,000   | + 15%   |  |
| 2009              | 575,000   | - 2%    |  |
| 2010              | 678,000   | + 18%   |  |
| 2011              | 758,000   | + 12%   |  |
| 2012              | 844,000   | + 11%   |  |
| 2013              | 1,082,000 | + 28%   |  |
| 2014              | 1,204,000 | + 11%   |  |
| 2015              | 1,192,000 | - 1%    |  |
| 2016              | 1,259,657 | + 6%    |  |
| 2017              | 1,494,779 | + 18.7% |  |
| 2018              | 1,651,782 | + 10.5% |  |
| 2019              | 1,932,230 | + 15%   |  |

وفي عام 2019 ارتفع عدد السياح الوافدين بنسبة 15% ليصل إلى 1.93 مليون زائر.
| ترتيب الدولة في عام 2017 | دولة                  | حصة الزوار الوافدين في عام 2016 | حصة الزوار الوافدين في عام 2017 |
| ------------------------ | --------------------- | ------------------------------- | ------------------------------- |
|                          | European Unionدول معًا | 25.8%                           | 21.3%                           |
| 1                        | روسيا                 | 21.7%                           | 20.3%                           |
| 2                        | إيران                 | 17.0%                           | 14.2%                           |
| 3                        | الولايات المتحدة      | 9.6%                            | 13.6%                           |

| غرض الوصول       | حصة الزوار الوافدين في عام 2016 | حصة الزوار الوافدين في عام 2017 |
| ---------------- | ------------------------------- | ------------------------------- |
| السفر بغرض العمل | 31.9%                           | 23.9%                           |
| استجمام          | 49.8%                           | 52.8%                           |
| آخر              | 18.3%                           | 23.3%                           |

## أمان
يصنف مؤشر الأمان لعام 2020 الذي نشره موقع نومبيو أرمينيا في المرتبة التاسعة بين أكثر الدول أمانًا في العالم، على قدم المساواة مع سويسرا.
احتلت أرمينيا المرتبة 94 على مؤشر الإرهاب العالمي لعام 2019، وهي مرتبة أفضل من جميع دول أوروبا الغربية والدول الاسكندنافية تقريبًا (باستثناء البرتغال وسويسرا والنرويج والدنمارك). وقد حققت أرمينيا وكازاخستان أكبر قدر من التحسن في منطقة أوراسيا .
تعد أرمينيا من بين البلدان الأكثر أمانًا في العالم وفقًا لتقرير القانون والنظام لعام 2019 الذي أعدته مؤسسة جالوب الدولية . وبناءً على نتائج الاستطلاع الذي يهدف إلى تحديد البلدان/المناطق الأكثر احتمالاً للشعور بالأمان ، احتلت أرمينيا المرتبة السابعة في قائمة الدول الـ18 التي ظهرت في المراكز الأولى. وتشير التقديرات إلى أن 89% من المشاركين قالوا إنهم يشعرون بالأمان المطلق في أرمينيا. وبذلك تقاسمت البلاد المركزين السادس والسابع مع سويسرا. وفي الترتيب الرئيسي، تحتل أرمينيا المركز الحادي عشر إلى جانب دول مثل فرنسا وأيرلندا والسويد واليابان.

## السفر الجوي

#### التنظيم والاحصاء
يتم تنظيم حركة النقل الجوي من قبل لجنة الطيران المدني. تم التوصل إلى اتفاق بشأن "النقل الجوي الشامل" مع الاتحاد الأوروبي، ومن شأن التصديق عليه أن يحرر السوق الأرمينية لجميع الدول الأعضاء في الاتحاد الأوروبي ويقدم معايير الاتحاد الأوروبي التي تضمن أعمالًا متوقعة لشركات الطيران. تزايد عدد السياح القادمين إلى البلاد عن طريق النقل الجوي سنويًا. في عام 2018، وصل تدفق الركاب في المطارين الرئيسيين في أرمينيا إلى مستوى قياسي بلغ 2,856,673 مليون شخص. وفي نهاية عام 2019، ارتفع هذا الرقم بشكل أكبر، ليتجاوز 3 ملايين مسافر لأول مرة.

#### المطارات
المطارات الرئيسية المستخدمة للطيران التجاري هي مطار زفارتنوتس في يريفان ومطار شيراك في غيومري. اكتملت إعادة بناء مطار سيونيك المعطل سابقًا بالقرب من بلدة كابان في ديسمبر 2020، ومن المتوقع أن تبدأ الرحلات الجوية في يناير 2022. يجب أن تستغرق الرحلات الجوية في اتجاه واحد بين يريفان وكابان 40 دقيقة وتكلف 20 ألف درام، مقارنة بـ 5 ساعات بسيارة أجرة بتكلفة 6 آلاف درام، مما يسمح بسهولة وصول السياح إلى جنوب أرمينيا وأرتساخ.

#### شركات الطيران
في أكتوبر 2019، بدأت شركة رايان إير ببيع التذاكر إلى يريفان وجيومري. أعلنت شركة ويز للطيران عن رحلات جوية من فيينا وفيلنيوس تبدأ في أبريل 2020. من المقرر أن تستأنف شركة طيران البلطيق رحلاتها إلى يريفان في مايو 2020.
خلال الفترة من يونيو 2016 إلى أغسطس 2021، بدأت ثلاث عشرة شركة طيران في تشغيل رحلات جوية إلى أرمينيا واستأنفت اثنتان رحلاتهما: شركة طيران أرمينيا ، خطوط بروكسل الجوية ، الخطوط الجوية القطرية ، أجنحة الشام ، طيران القاهرة، خطوط ريد زبنغز لجوية ، خطوط نوردويند الجوية ، بوبيدا ، بيلافيا (رحلات مستأنفة)، الخطوط الجوية التشيكية (رحلات مستأنفة)، ويز إير، ريان إير، يورو وينجز، كوندور (شركة طيران)، ولوفتهانزا.

## الرياضة والأنشطة المتطرفة
في عام 2011، صنفت مجلة " ناشيونال جيوغرافيك ترافيلر " أرمينيا ليس فقط كدولة تاريخية وثقافية، بل كدولة سياحية متطرفة أيضًا. تبلغ مساحة الجبال في أرمينيا 85.9%، أي أكثر من سويسرا أو نيبال، مما يفتح إمكانيات كبيرة للمسافرين النشطين.
تقدم أرمينيا عروضًا متنوعة للسياح المهتمين بالرياضة والأنشطة المتطرفة مثل: التزلج ،  تسلق الجبال ، والتخييم ، والمشي لمسافات طويلة جولات الكهوف، الطيران الشراعي ، الانزلاق بالحبال، رحلات البالون، جولات المروحيات وأطول خط ترام جوي عكسي حالي في العالم.
تتمتع أرمينيا بظروف مواتية لممارسة رياضة الطيران الشراعي في رحلات مستقلة ومزدوجة. بفضل ارتفاعها ومناظرها الطبيعية الوعرة، تتمتع البلاد بمناخات محلية مختلفة، مما يخلق ظروفًا مثالية للطيران الشراعي. أقيمت أولى رحلات الطيران الشراعي على يد أعضاء "نادي الطيران الصغير في أرمينيا" في عام 1996. وفي وقت لاحق، في عام 2008، تم تأسيس الاتحاد الأرمني لرياضة الطيران الشراعي. في الوقت الحالي، يعد نادي AVIS  ونادي Sky  الأكثر نشاطًا. وينظمون الآن مسابقات ودورات تعليم الطيران الشراعي ورحلات مزدوجة، حيث يستمر موسم الطيران من شهر مايو إلى نوفمبر. يتم إطلاق الرحلات الجوية الثنائية والمجانية في الغالب فوق الجبال القريبة من هاتيس وأباران وبحيرة سيفان . اعتمادًا على الظروف الجوية، تستغرق الرحلات الثنائية ما يصل إلى 20 دقيقة.

## السياحة البيئية
وتعد أرمينيا أيضًا وجهة ناشئة للسياحة البيئية، مع أنشطة مثل السياحة الزراعية، وتجارب الحياة الريفية، والتجديف، وركوب الدراجات. تشمل الوجهات السياحية البيئية الشهيرة قرى كالافان ، وأورتسادزور ؛ وأماكن الإقامة البيئية مثل ينوكافان ، ولاستيفير وغيرها.

#### مواقع التراث العالمي لليونسكو
هناك بعض المواقع في أرمينيا المدرجة في القائمة الرسمية لمواقع التراث العالمي لليونسكو:
| اسم الموقع                                              | العام الذي أصبح فيه WHS | مدينة      |
| ------------------------------------------------------- | ----------------------- | ---------- |
| أديرة حاجبات وسناحين                                    | 1996                    | هاغبات     |
| كاتدرائية وكنائس إتشميادزين والموقع الأثري في زفارتنوتس | 2000                    | فاغارشابات |
| دير جيغارد ووادي أزات العلوي                            | 2000                    | جوت        |

هناك أيضًا أربعة مواقع مؤقتة للتراث العالمي في أرمينيا:
- الموقع الأثري لمدينة دفين.
- البازيليكا والموقع الأثري في ييرروك.

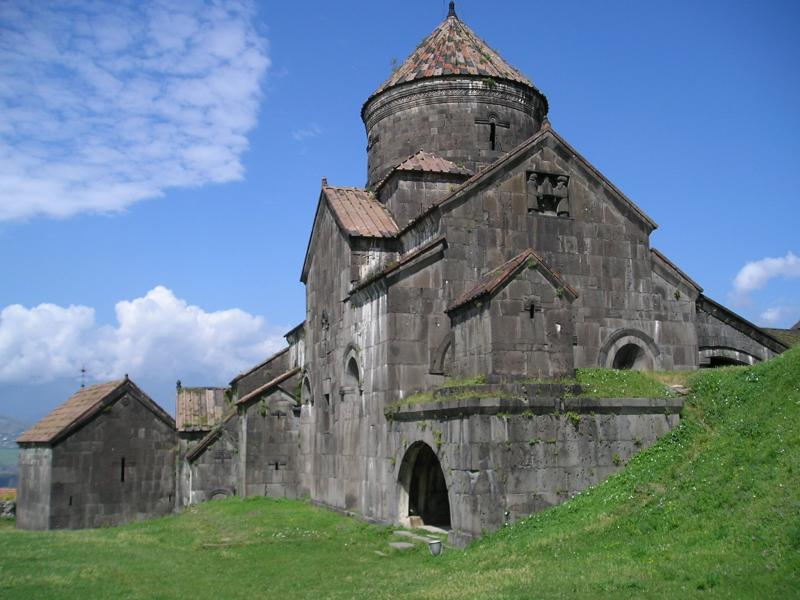
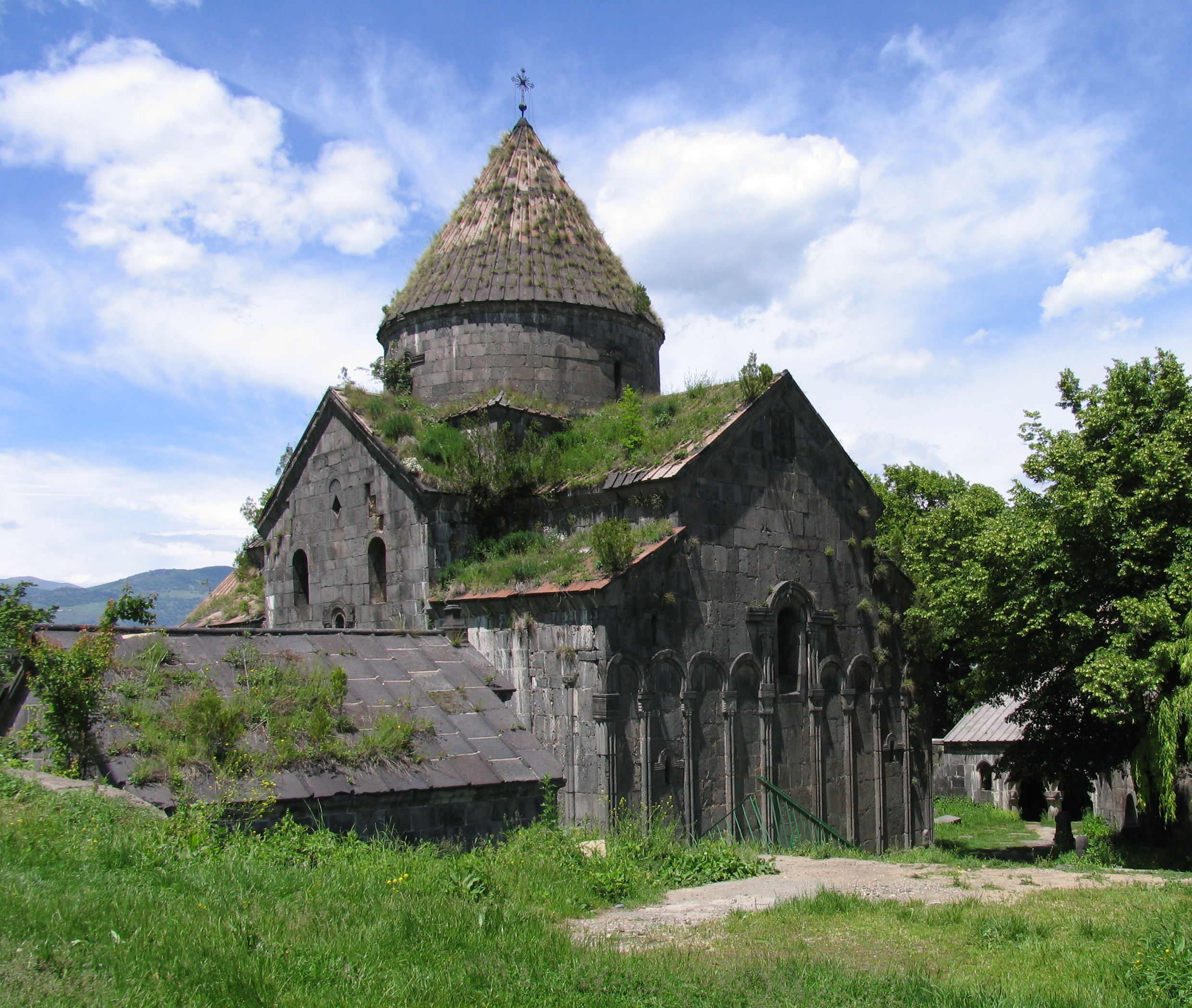
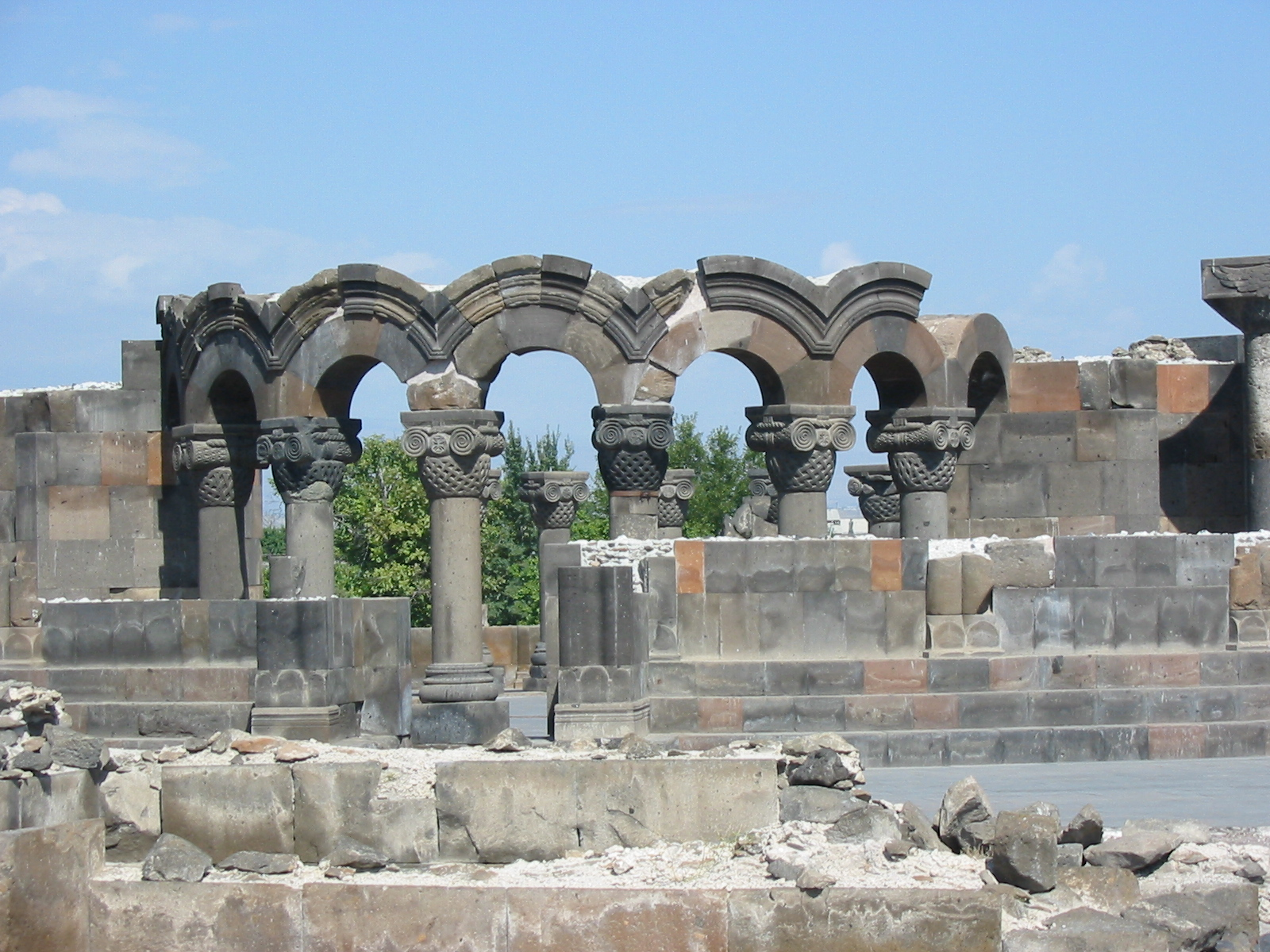
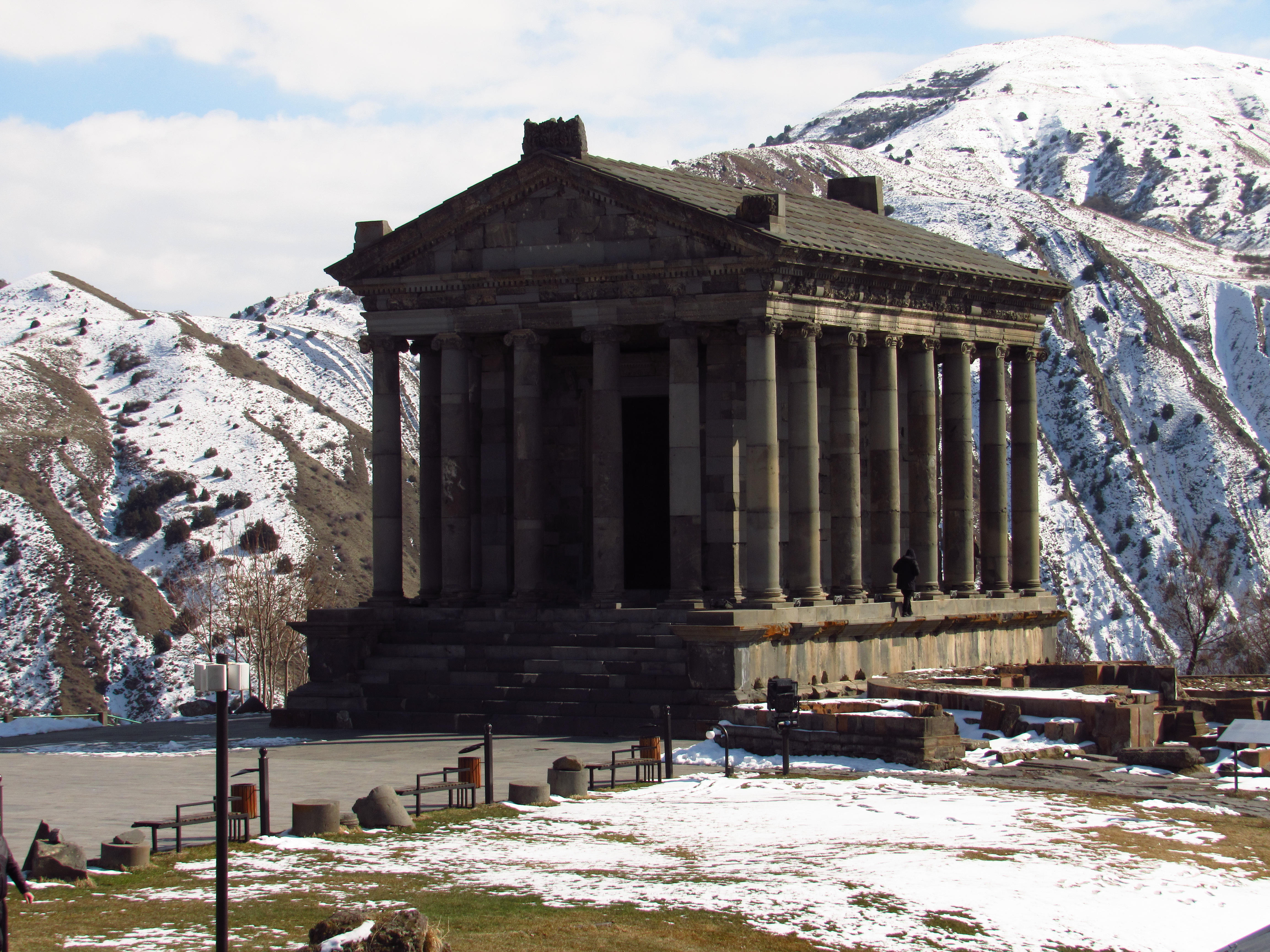

- أديرة تاتيف وتاتيفي.
- دير نورافانك ووادي أماغو العلوي.